# Powiat Sigmaringen
Powiat Sigmaringen (niem. Landkreis Sigmaringen) – powiat w Niemczech, w  kraju związkowym Badenia-Wirtembergia, w rejencji Tybinga, w regionie Bodensee-Oberschwaben. Stolicą powiatu jest miasto Sigmaringen.

## Podział administracyjny
W skład powiatu Sigmaringen wchodzi:
- dziewięć gmin miejskich (Stadt)
- 16 gmin wiejskich (Gemeinde)
- cztery wspólnoty administracyjne (Vereinbarte Verwaltungsgemeinschaft)
- trzy związki gmin (Gemeindeverwaltungsverband)

Miasta:
| Lp. | Nazwa miasta  | Ludność (31.12.2010) | Powierzchnia km² |
| --- | ------------- | -------------------- | ---------------- |
| 1   | Bad Saulgau   | 17.442               | 97,34            |
| 2   | Gammertingen  | 6.451                | 52,97            |
| 3   | Hettingen     | 1.865                | 46,06            |
| 4   | Mengen        | 9.886                | 49,80            |
| 5   | Meßkirch      | 8.291                | 76,24            |
| 6   | Pfullendorf   | 13.065               | 90,56            |
| 7   | Scheer        | 2.553                | 18,72            |
| 8   | Sigmaringen   | 16.252               | 92,85            |
| 9   | Veringenstadt | 2.227                | 31,25            |

Gminy wiejskie:
| Lp. | Nazwa gminy             | Ludność (31.12.2010) | Powierzchnia km² |
| --- | ----------------------- | -------------------- | ---------------- |
| 1   | Beuron                  | 688                  | 35,11            |
| 2   | Bingen                  | 2.783                | 37,01            |
| 3   | Herbertingen            | 4.855                | 38,64            |
| 4   | Herdwangen-Schönach     | 3.327                | 36,52            |
| 5   | Hohentengen             | 4.359                | 36,57            |
| 6   | Illmensee               | 1.997                | 24,92            |
| 7   | Inzigkofen              | 2.904                | 28,76            |
| 8   | Krauchenwies            | 5.023                | 42,76            |
| 9   | Leibertingen            | 2.231                | 47,20            |
| 10  | Neufra                  | 1.866                | 28,39            |
| 11  | Ostrach                 | 6.714                | 108,93           |
| 12  | Sauldorf                | 2.475                | 49,72            |
| 13  | Schwenningen            | 1.489                | 19,33            |
| 14  | Sigmaringendorf         | 3.653                | 12,47            |
| 15  | Stetten am kalten Markt | 5.091                | 56,47            |
| 16  | Wald                    | 2.728                | 43,87            |

Wspólnoty administracyjne:
| Lp. | Nazwa wspólnoty administracyjnej | Ludność (31.12.2010) | Powierzchnia km² | Liczba gmin |
| --- | -------------------------------- | -------------------- | ---------------- | ----------- |
| 1   | Bad Saulgau                      | 22.297               | 135,98           | 2           |
| 2   | Meßkirch                         | 12.997               | 171,14           | 3           |
| 3   | Pfullendorf                      | 21.117               | 195,87           | 4           |
| 4   | Stetten am kalten Markt          | 6.580                | 75,80            | 2           |

Związki gmin:
| Lp. | Nazwa związku gmin | Ludność (31.12.2010) | Powierzchnia km² | Liczba gmin |
| --- | ------------------ | -------------------- | ---------------- | ----------- |
| 1   | Gammertingen       | 12.490               | 158,67           | 4           |
| 2   | Mengen             | 16.798               | 135,08           | 3           |
| 3   | Sigmaringen        | 31.303               | 250,86           | 6           |